# 박청비
박청비는 대한민국의 가수다. 2000년 뮤지컬 '쏠티와 함께'로 데뷔했다.

## 방송
- 가스펠스타C 2 (2012) - Top10

## 음반
- 가스펠스타C 시즌2 Top 10 (2012)
- 니가 생각나 (2016)
- 그땐, 쉬어요 (2017)

## 공연
- 쏠티와 함께 (2000~2006)
- 꿈꾸는 요셉 - 세라 역